# Campeonato da Oceania Júnior de Atletismo de 2010
O Campeonato da Oceania Júnior de Atletismo de 2010 foi a 4ª edição da competição organizada pela Associação de Atletismo da Oceania para atletas com menos de 20 anos, classificados como júnior. O campeonato foi realizado em conjunto com o Campeonato da Oceania de Atletismo de 2010 entre os dias 23 a 25 de setembro de 2010. Teve como sede o estádio Barlow Park, na cidade de Cairns, na Austrália, sendo disputadas 33 provas (15 masculino e 18 feminino). Teve como destaque a Nova Zelândia com 27 medalhas sendo 16 de ouro.

## Medalhistas
Os resultados completos podem ser encontrados no site da Associação de Atletismo da Oceania,  e na página da História do Atletismo Mundial Júnior. 

### Masculino
| Evento                      | Ouro                                                                    | Ouro     | Prata                               | Prata    | Bronze                            | Bronze   |
| --------------------------- | ----------------------------------------------------------------------- | -------- | ----------------------------------- | -------- | --------------------------------- | -------- |
| 100 metros                  | Ratu Banuve Tabakaucoro · Fiji                                          | 10.80    | David Alexandrine · Nova Caledônia  | 11.06    | Joe Matmat · Papua-Nova Guiné     | 11.07    |
| 200 metros                  | Ratu Banuve Tabakaucoro · Fiji                                          | 21.69    | Beniamino Maravu · Fiji             | 21.84    | Michael Jackson · Niue            | 22.71    |
| 400 metros                  | Beniamino Maravu · Fiji                                                 | 48.01    | Ratutira Narara · Fiji              | 48.24    | Matthew Bailey · Austrália        | 48.56    |
| 800 metros                  | Adrien Kela · Nova Caledônia                                            | 1:52.92  | Matthew Bailey · Austrália          | 1:55.91  | Ratutira Narara · Fiji            | 1:56.38  |
| 1 500 metros                | Adrien Kela · Nova Caledônia                                            | 4:02.89  | Rorey Hunter · Austrália            | 4:05.66  | Veherney Babob · Papua-Nova Guiné | 4:09.36  |
| 5 000 metros                | Chris Tiva · Ilhas Salomão                                              | 18:09.50 | Rico Flores · Guam                  | 18:32.44 | Joseph Kramer · Ilhas Marshall    | 21:26.90 |
| 110 metros barreiras        | Peter Callagher · Nova Zelândia                                         | 14.92    | Christopher Leroy · Nova Caledônia  | 15.38    | Michael Herreros · Guam           | 16.97    |
| 400 metros barreiras        | Campbell Wu · Nova Zelândia                                             | 56.46    | Mark Edgerton · Austrália           | 59.48    | Jeofry Limtiaco · Guam            | 60.67    |
| 3.000 metros com obstáculos | Billy Bragg · Austrália                                                 | 10:48.12 | Chris Tiva · Ilhas Salomão          | 11:08.95 |                                   |          |
| 4×100 metros estafetas      | Nova Zelândia · Peter Callagher · Andy Kruy · Zac Topping · Daniel Dyet | 50.40    |                                     |          |                                   |          |
| Salto em comprimento        | Andy Kruy · Nova Zelândia                                               | 7.04 w   | Andrew Moore · Nova Zelândia        | 6.83 w   | Zinzan Fern · Nova Zelândia       | 6.59 w   |
| Salto triplo                | Raihau Maiau · Polinésia Francesa                                       | 14.07 w  | Daniel Fake · Nova Zelândia         | 14.05 w  | Todd Swanson · Nova Zelândia      | 13.96 w  |
| Arremesso de peso           | Solomone Vaka · Nova Zelândia                                           | 14.48    | Dagaban Harris · Nauru              | 12.64    | Sunnity Aritema · Kiribati        | 12.46    |
| Lançamento de disco         | Solomone Vaka · Nova Zelândia                                           | 50.08    | Sunnity Aritema · Kiribati          | 36.51    | Dagaban Harris · Nauru            | 32.96    |
| Lançamento do dardo         | Dougwin Franz · Palau                                                   | 59.79    | Ben Langton-Burnell · Nova Zelândia | 58.46    | Daniel Tutai · Ilhas Cook         | 56.75    |

### Feminino
| Evento                      | Ouro                                                                               | Ouro     | Prata                                      | Prata    | Bronze                              | Bronze   |
| --------------------------- | ---------------------------------------------------------------------------------- | -------- | ------------------------------------------ | -------- | ----------------------------------- | -------- |
| 100 metros                  | Lauren Wilson · Nova Zelândia                                                      | 12.15 w  | Lovelite Detenamo · Nauru                  | 12.64 w  | Patricia Taea · Ilhas Cook          | 12.73 w  |
| 200 metros                  | Lauren Wilson · Nova Zelândia                                                      | 24.96    | Venessa Waro · Papua-Nova Guiné            | 25.63    | Mele Toa · Tonga                    | 26.83    |
| 400 metros                  | Katherine Camp · Nova Zelândia                                                     | 57.00    | Suliana Gusuivalu · Fiji                   | 57.34    | Venessa Waro · Papua-Nova Guiné     | 57.75    |
| 800 metros                  | Chelsea Dartnell · Austrália                                                       | 2:19.36  | Tuna Tine · Papua-Nova Guiné               | 2:19.39  | Donna Koniel · Papua-Nova Guiné     | 2:22.79  |
| 1 500 metros                | Tuna Tine · Papua-Nova Guiné                                                       | 5:09.23  | Dephanie Aito · Papua-Nova Guiné           | 5:09.55  | Sharon Firisua · Ilhas Salomão      | 5:15.71  |
| 3 000 metros                | Maria Kuanduma · Papua-Nova Guiné                                                  | 11:17.00 | Dephanie Aito · Papua-Nova Guiné           | 11:19.20 | Anna Pius · Papua-Nova Guiné        | 11:40.43 |
| 100 metros barreiras        | Zoe Ballantyne · Nova Zelândia                                                     | 14.83    | Portia Bing · Nova Zelândia                | 14.88    | Oceané Lefranc · Polinésia Francesa | 16.48    |
| 400 metros barreiras        | Alexandra Skerten · Nova Zelândia                                                  | 63.65    | Zoe Ballantyne · Nova Zelândia             | 65.77    | Emily Keehn · Austrália             | 70.70    |
| 3.000 metros com obstáculos | Dephanie Aito · Papua-Nova Guiné                                                   | 12:10.43 | Maria Kuanduma · Papua-Nova Guiné          | 12:19.69 | Tuna Tine · Papua-Nova Guiné        | 12:21.13 |
| 4×100 metros estafetas      | Nova Zelândia · Portia Bing · Alexandra Skerten · Katherine Camp · Merewarahi Vaka | 49.18    |                                            |          |                                     |          |
| Salto em altura             | Elizabeth Lamb · Nova Zelândia                                                     | 1.80     | Tara Strano · Austrália                    | 1.68     | Charlotte Muschamp · Nova Zelândia  | 1.68     |
| Salto em comprimento        | Portia Bing · Nova Zelândia                                                        | 5.70 w   | Greer Alsop · Nova Zelândia                | 5.48 w   | Kalina Mama'o · Tonga               | 5.08 w   |
| Salto triplo                | Greer Alsop · Nova Zelândia                                                        | 12.11 w  | Kerri Tibbs · Austrália                    | 11.69 w  | Charlotte Muschamp · Nova Zelândia  | 11.56 w  |
| Arremesso de peso           | Margaret Satupai · Samoa                                                           | 16.34    | Merewarahi Vaka · Nova Zelândia            | 13.36    |                                     |          |
| Lançamento de disco         | Merewarahi Vaka · Nova Zelândia                                                    | 47.76    | Pellma Hesus · Palau                       | 21.02    |                                     |          |
| Lançamento do martelo †     | Annaliisa Geraghty · Austrália                                                     | 46.73    |                                            |          |                                     |          |
| Lançamento do dardo         | Patricia Taea · Ilhas Cook                                                         | 37.17    | Li'amwar Rangamar · Marianas Setentrionais | 35.17    |                                     |          |
| Heptatlo                    | Pellma Hesus · Palau                                                               | 2205     |                                            |          |                                     |          |

†: No evento do arremesso de martelo feminino, Gabrielle Neighbour ficou em 1º com 62,99m, Karyne Di Marco em 2º com 62,15m, Bronwyn Eagles em 3º com 59,24m e Breanne Clement em 4º com 49,65m, todas da Austrália competindo como convidadas

## Quadro de medalhas (não oficial)
| Ordem | País                   | Medalha de ouro | Medalha de prata | Medalha de bronze | Total |
| ----- | ---------------------- | --------------- | ---------------- | ----------------- | ----- |
| 1     | Nova Zelândia          | 16              | 7                | 4                 | 27    |
| 2     | Papua-Nova Guiné       | 3               | 5                | 6                 | 14    |
| 3     | Austrália              | 3               | 5                | 2                 | 10    |
| 4     | Fiji                   | 3               | 3                | 1                 | 7     |
| 5     | Nova Caledônia         | 2               | 2                | 0                 | 4     |
| 6     | Palau                  | 2               | 1                | 0                 | 3     |
| 7     | Ilhas Salomão          | 1               | 1                | 1                 | 3     |
| 8     | Ilhas Cook             | 1               | 0                | 2                 | 3     |
| 9     | Polinésia Francesa     | 1               | 0                | 1                 | 0     |
| 10    | Samoa                  | 0               | 2                | 1                 | 3     |
| 11    | Nauru                  | 0               | 1                | 2                 | 3     |
| 12    | Guam                   | 0               | 1                | 2                 | 3     |
| 13    | Kiribati               | 0               | 1                | 1                 | 2     |
| 14    | Marianas Setentrionais | 0               | 1                | 0                 | 1     |
| 15    | Tonga                  | 0               | 0                | 2                 | 2     |
| 16    | Ilhas Marshall         | 0               | 0                | 1                 | 1     |
| 16    | Niue                   | 0               | 0                | 1                 | 1     |
| Total | Total                  | 33              | 29               | 25                | 87    |

## Participantes (não oficial)
Uma contagem não oficial rende o número de cerca de 113 atletas de 20 nacionalidades.
| - Austrália (12) - Ilhas Cook (3) - Fiji (5) - Polinésia Francesa (3) - Guam (7) - Kiribati (4) - Ilhas Marshall (2) | - Nauru (6) - Nova Caledônia (3) - Nova Zelândia (21) - Niue (6) - Ilha Norfolk (2) - Marianas Setentrionais (5) - Palau (5) | - Papua-Nova Guiné (13) - Samoa (3) - Ilhas Salomão (4) - Tonga (4) - Tuvalu (2) - Vanuatu (3) |